# 特拉氏妊海鯽
特拉氏妊海鲫，為輻鰭魚綱鱸形目隆頭魚亞目海鯽科的其中一種，分布於美國加州淡水流域，體長可達15公分，生活在沙泥底質的溪流、湖泊，屬肉食性，胎生，生活習性不明。